# Khả Như
Trần Khả Như (sinh ngày 16 tháng 3 năm 1987), thường được biết đến với nghệ danh Khả Như, là một nữ diễn viên kiêm người dẫn chương trình truyền hình người Việt Nam.

## Tiểu sử và sự nghiệp

### 1987–2010: Chạm đến ước mơ diễn viên
Khả Như tên đầy đủ là Trần Khả Như sinh ngày 16 tháng 3 năm 1987 tại Thành phố Ngã Bảy, Hậu Giang. Cô sinh ra trong một gia đình có cha mẹ đều là nhân viên công chức nên ngày từ nhỏ, Khả Như đã được giáo dục bằng kỷ luật 'thép' của cha mình. Khả Như có 9 năm để học võ Vovinam, cô còn tốt nghiệp cả ngành kế toán và y dược. Sau khi học xong, cô còn làm việc tại Ủy ban nhân dân phường Hiệp Thành (Thị xã Ngã Bảy) một thời gian.
Vì để có thể ra ở riêng, nữ diễn viên đã hết lần này đến lần khác theo học ở những ngôi trường xa nhà để cô có thể tự do sinh hoạt hơn, việc mà cô không thể làm ở nhà. Sau khi lên Thành phố Hồ Chí Minh, Khả Như đã lén gia đình mình và thi vào Trường Đại học Sân khấu – Điện ảnh Thành phố Hồ Chí Minh, cô cũng đã thoả thuận với gia đình là sẽ quay về làm việc tại Ủy ban nhân dân Thị xã Ngã Bảy. Thời gian đầu, nữ diễn viên không được ai mướn cô làm gì cả nên cô phải đi múa, đi lồng tiếng, đi làm quần chúng, làm mọi thứ để có thể kiếm ra tiền. Từ năm 2, cô đã không còn nhận tiền từ gia đình nữa và bắt đầu tự chi trả các chi phí cho đời sống sinh hoạt của mình.
Sau khi tốt nghiệp Trường Cao Đẳng Sân Khấu - Điện Ảnh Thành phố Hồ Chí Minh vào năm 2011, cô đã phân vân không biết nên ở lại hay quay về vì tương lai trước mắt quá mờ mịt và cô từng nhận được nhận xét là không thể làm được diễn viên. Nữ diễn viên đã định trở về quê nhưng nhưng nhờ tình yêu cũng như kỳ vọng của cha mẹ đã tiếp bước cô ở lại thành phố để tiếp tục sự nghiệp của mình. Sự nghiệp của cô bắt đầu đi lên khi cô tham gia sân khấu kịch Thế Giới trẻ và nhận được nhiều sự yêu quý của khán giả.

### 2012–2019: "Nàng Miêu Nữ" với phong cách nghệ thuật riêng, sự công nhận của công chúng
Cô là diễn viên tại sân khấu kịch Thế giới Trẻ, từng tham gia nhiều vở kịch như Chuyện tình Bangkok, Khát khao của chàng, Mẹ chồng rắc rối, Mua chồng, Cõng mẹ đi chơi,... và nhận được nhiều sự yêu quý của khán giả. Cũng từ đây nàng Miêu Nữ của showbiz Việt trở thành cái tên được công chúng quan tâm.
Khả Như từng tham gia nhóm hài DamTV của Huỳnh Lập, và là nữ diễn viên nhạc kịch của nhóm Buffalo. Vở diễn "Mình ơi" và "Tôi sẽ về quê" do Khả Như dàn dựng mang về giải quán quân cho nhóm và mang Khả Như đến với nhiều khán giả hơn. Với series chiếu mạng "Tiệm nail của Linda" hay "Tiệm tóc của Linda", nữ diễn viên thể hiện sự dí dỏm vui tính của mình qua vai diễn cô nàng Linda xinh đẹp. Năm 2016 cũng là một dấu mốc lớn trong sự nghiệp của Khả Như, khi cô tham gia các sitcom và chương trình Cười Xuyên Việt giúp hình ảnh của cô đến gần khán giả hơn.
Cô còn chứng tỏ được khả năng diễn xuất của mình qua những bộ phim truyền hình như: Hoa Phù Du, Nhà Chung hay nổi bật nhất là vai Lê, cô vợ yêu thương chồng nhưng lắm lời và ích kỷ trong phim Đại Ca U40 cũng đã để lại nhiều ấn tượng cho khán giả. Tiếp nối sự thành công đó cô lấn sân sang điện ảnh như nàng dâu u sầu trong 49 ngày 1 và 2, hay cô chị 2 giỏi võ nhưng ngơ ngác trong Tía tui là cao thủ, hoặc pháp sư Nguyệt Minh đầy bí ẩn trong Pháp sư nù, đặc biệt hơn cả là Thị Liễu đầy mưu mô và toan tính trong Trạng Quỳnh cũng giúp Khả Như khẳng định khả năng diễn xuất của cô. Ngoài ra cô cũng tham gia lồng tiếng cho nhiều dự án phim hoạt hình nổi tiếng như The secret life of pets, Aladdin, Hotel Transylvania...
Khoảng thời gian này, cô nhận được nhiều yêu thương và quan tâm của công chúng với 2 giải Mai Vàng cho nữ diễn sân khấu được yêu thích nhất, đến năm 2018 cô còn tổ chức buổi fan-meeting để cảm ơn Catcage trong suốt thời gian hoạt động sự nghiệp. Cô còn thể hiện được sự vui tính của mình khi xuất hiện ở các chương trình truyền hình, các talkshow hay các liveshow của những đàn anh trong nghề.

### 2020–nay: Tiếp tục phát triển sự nghiệp và được đón nhận
Bước qua một thập kỷ mới, Khả Như liền có nhưng nấc thang mới cho sự nghiệp của mình. Vai chính điện ảnh trong sự nghiệp đã tới với cô, Quế Phương - một bà mẹ đơn thân cá tính luôn cùng con mình bày trò lừa đảo nhưng vẫn có một tình thương sâu sắc dành cho con mình đã giúp nữ diễn viên lấy trọn nước mặt khán ngoài rạp phim. Góp mặt trong những web-drama ăn khách như Bố Già, Bi Long Đại Ca cũng phần nào khiến cô được khán giả yêu thương hơn.
Đến 5/2020 cô chính thức trở thành giám đốc điều hành của công ty đầu tư phim Ruby Media, cô còn là nhà sáng lập công ty Giải trí - Sản xuất BLINQ Entertainment. Qua đó phần nào nói lên được sự cố gắng và nỗ lực của cô trong suốt chặng đường 10 năm hoạt động nghệ thuật vừa qua. Sự xuất hiện dày đặc của cô trên các gameshow cũng phần nào nói lên được sự yêu quý của khán giả dành cho cô.
Đến cuối năm 2020, Khả Như cho ra mắt dự án hát cover Khả Như’s little secrets dành tặng cho người hâm mộ của mình. Khả Như cũng là một nghệ sĩ trẻ được yêu thích với hơn 1M lượt follow trang cá nhân, 1M lượt follow fanpage, 500k lượt follow trên Instagram cùng kênh youtube hơn 200k lượt đăng ký.
Năm 2022, Khả Như gặp nhiều may mắn khi bộ phim do công ty cô đầu tư Rừng Thế Mạng được ra rạp, tuy không được khán giả đánh giá cao nhưng phim vẫn đem về doanh thu ổn định. Đến ngày 11 tháng 2 ăm 2022, Khả Như đóng chính trong bộ phim Chuyện Ma Gần Nhà, phim gây được cơn suốt với khán giả khi là phim Việt Nam đầu tiên có sự xuất hiện của ma thật.

## Sự nghiệp diễn xuất

### Phim điện ảnh
| Năm  | Tựa                          | Vai            |
| ---- | ---------------------------- | -------------- |
| 2015 | 49 ngày                      | Ma nữ u sầu    |
| 2016 | Cho em gần anh thêm chút nữa | Leo            |
| 2016 | Tía tui là cao thủ           | Trúc           |
| 2017 | 49 Ngày 2                    | Như            |
| 2017 | Vú em tập sự                 | Như            |
| 2018 | Hoán đổi                     | Con dâu bà Hoa |
| 2018 | Yêu nữ siêu quậy             | Lê Trinh       |
| 2019 | Trạng Quỳnh                  | Thị Liễu       |
| 2019 | Pháp sư mù                   | Nguyệt Minh    |
| 2019 | Cua lại vợ bầu               | Như            |
| 2020 | Nắng 3: Lời hứa của cha      | Quế Phương     |
| 2020 | Trái tim quái vật            | Hương          |
| 2021 | Em là của em                 | Thanh          |
| 2022 | Chuyện ma gần nhà            | Ái Như         |
| 2023 | Nhà bà Nữ                    | Ngọc Như       |
| 2023 | Live: Phát trực tiếp         | Như            |
| 2023 | Trên bàn nhậu, dưới bàn mưu  | Du Lai         |
| 2024 | MAI                          | Trinh          |
| 2025 | Quỷ Nhập Tràng               | Minh Như       |

### Phim truyền hình
| Năm  | Tựa phim           | Vai diễn        | Kênh        |
| ---- | ------------------ | --------------- | ----------- |
| 2008 | Siêu méo quang     | Bà Duyên        | VTV1        |
| 2009 | Gia đnh phép thuật | Cô giáo aerobic | HTV7        |
| 2010 | Gia đình sóng gió  | Tuyết           | THVL1       |
| 2011 | Gieo gió           | Giang           | HTV7        |
| 2012 | Sao đổi ngôi       | Bích Loan       | HTV7        |
| 2012 | Hoa phù dung       | Phượng          | THVL1       |
| 2013 | Về quê             |                 | HTV7        |
| 2014 | Đại ca U70         | Lê              | VTV1        |
| 2015 | Nhà chung          | Mỹ Hòa          | VTV9        |
| 2020 | Chàng khờ si tình  | Nhã             | VTV3        |
| 2020 | Bẫy mỹ nhân        | Ngọc Trân       | MCV Network |

### Phim chiếu mạng
| Năm  | Tựa                      | Vai                          | Kênh    |
| ---- | ------------------------ | ---------------------------- | ------- |
| 2015 | 8 Văn Phòng              | Khả Khả                      | Youtube |
| 2016 | Ai cũng thích đùa        | Nhiều vai                    | Youtube |
| 2016 | Già néo đứt dây          | Nhiều vai                    | Youtube |
| 2016 | Nhà là để trọ            | Linda                        | Youtube |
| 2016 | Pikachu đâu rồi          | Musashi                      | Youtube |
| 2017 | Biệt đội 1-0-2           | Mỹ Kim                       | Youtube |
| 2017 | Chuyến xe sum vầy        | Bà bán trái cây              | Youtube |
| 2017 | RAINBOW - Quán Cafe Idol | Kiều Diễm                    | Youtube |
| 2018 | Ai chết giơ tay          | Nguyệt Minh                  | Youtube |
| 2018 | Chết thì chịu            | Thục Linh                    | Youtube |
| 2018 | Tui là Tư Hậu            | Cô gái áo đen thích chửi     | Youtube |
| 2018 | Vi cá tiền truyện        | Bào Ngư                      | Youtube |
| 2018 | Những bà mẹ bỉm sữa      | Hạ Quyên                     | Youtube |
| 2019 | Sóng gió hậu cung        | Chiêu quý nhân               | Youtube |
| 2019 | Bà 5 Bống 2              | Bà Diễm Chi / Bà Phương Nghi | Youtube |
| 2019 | Tiệm nail của Linda      | Linda                        | Youtube |
| 2020 | Yêu lại từ đầu           | Y tá Như Ý                   | Youtube |
| 2020 | Bố già                   | Phương                       | Youtube |
| 2020 | Mẹ mẹ con con            | Trân                         | Youtube |
| 2020 | Hội săn hồ ly            | Bảo Châu                     | POPS    |
| 2020 | Gia đình hết sảy         | Quý                          | Youtube |
| 2020 | Ngôi nhà teen ám         | Khả Ái                       | Youtube |
| 2020 | Tiệm nail Fê-li-na       | Li                           | Youtube |
| 2020 | Xóm sân si               | Musa Thu                     | Youtube |
| 2021 | Xóm sân si 2             | Musa Thu                     | Youtube |
| 2021 | Khi chàng là vợ          | Liễu                         | Youtube |
| 2021 | Bi Long đại ca           | Khả Hân                      | Youtube |
| 2022 | Mẹ ác ma, cha thiên sứ   | Kim Ngân                     | K+      |
| 2022 | Những trái tim nhảy nhót | Phương Linh                  | VieOn   |
| 2022 | Chủ tịch giao hàng       | Cô Lệ                        | Youtube |
| 2023 | Thạch Sanh Lý Thanh      | Phụng                        | Youtube |

### Liveshow
| Năm  | Tựa                            | Vai Trò   | Liveshow Của   |
| ---- | ------------------------------ | --------- | -------------- |
| 2016 | Bình Tĩnh Sống                 | Khách mời | Trấn Thành     |
| 2019 | Qua Tây Lấy Dzợ                | Khách mời | Trường Giang   |
| 2019 | Những Chuyện Tình Nghiệt Ngã 2 | Khách mời | Cố NS. Chí Tài |

### Video âm nhạc
| Năm  | Tựa                                     | Tham gia cùng                             |
| ---- | --------------------------------------- | ----------------------------------------- |
| 2014 | Vì Sao Đưa Anh Đến                      | Quang Trung, Trương Thảo Nhi              |
| 2015 | Tonight                                 | Thanh Duy Idol, Liêu Hà Trinh             |
| 2016 | Gửi Người Yêu Cũ Parody                 | BB & BG                                   |
| 2018 | Con Người Ta                            | Tiến Luật, Vinh Râu, BB Trần, Khương Ngọc |
| 2019 | Mới Mẻ Nào Cũng Ngọt Ngào               | Thanh Hà                                  |
| 2020 | Vòng Đẹp Nha                            | Huỳnh Lập, Duy Khánh                      |
| 2020 | Chẳng Thể Giữ Lấy, Chẳng Đành Buông Tay | Ngô Kiến Huy                              |
| 2021 | Xuân Sân Si                             | Duy Khánh, Nguyễn Đình Vũ                 |
| 2021 | Yêu Là Gì?                              | Kim Thiên Hương, Steven Nguyễn            |
| 2021 | Sài Gòn Đau Lòng Quá                    | BB Trần                                   |
| 2022 | Vẫn Nhớ                                 | Đoàn Bảo Ân                               |

### Kịch nói - Hài kịch
- Mẹ chồng rắc rối
- Mua chồng
- Ca sĩ thần tượng
- Shipper tình yêu
- Lò võ tiếu lâm
- Chuyện tình Bangkok
- Tấm Cám
- Thủy Tinh - Đứa con thứ 101
- Kiều nữ săn đại gia
- Trót yêu
- Trai đẹp lắm chiêu
- Sứ giả thiên đường
- Ngôi làng ma
- Cuộc chiến sắc đẹp
- Tâm ma

## Thành tích

### Giải thưởng và đề cử
| Năm  | Giải thưởng               | Hạng mục                                       | Tác phẩm đề cử          | Kết quả   |
| ---- | ------------------------- | ---------------------------------------------- | ----------------------- | --------- |
| 2017 | Giải Mai Vàng             | Nữ diễn viên sân khấu                          | Mẹ chồng rắc rối        | Đoạt giải |
| 2017 | Giải Mai Vàng             | Top 10 nghệ sĩ của năm                         | —                       | Đoạt giải |
| 2018 | Giải Mai Vàng             | Nữ diễn viên sân khấu                          | Mua chồng               | Đoạt giải |
| 2018 | Giải Mai Vàng             | Người dẫn chương trình                         | Ca sĩ thần tượng        | Đề cử     |
| 2018 | Giải Mai Vàng             | Top 10 nghệ sĩ của năm                         | —                       | Đoạt giải |
| 2019 | Giải Mai Vàng             | Nữ diễn viên sân khấu                          | Shipper tình yêu        | Đề cử     |
| 2019 | Giải Mai Vàng             | Người dẫn chương trình                         | —                       | Đề cử     |
| 2020 | Giải Mai Vàng             | Nữ diễn viên sân khấu                          | Tuyết Sài Gòn           | Đề cử     |
| 2021 | Giải Mai Vàng             | Nữ diễn viên sân khấu                          | Lò võ tiếu lâm          | Đề cử     |
| 2019 | Giải thưởng Ngôi Sao Xanh | Nữ diễn viên phụ xuất sắc nhất                 | Pháp sư mù              | Đề cử     |
| 2020 | Giải thưởng Ngôi Sao Xanh | Nữ diễn viên phim điện ảnh xuất sắc nhất       | Nắng 3: Lời hứa của cha | Đề cử     |
| 2020 | Giải thưởng Ngôi Sao Xanh | Nữ diễn viên phim điện ảnh được yêu thích nhất | Nắng 3: Lời hứa của cha | Đề cử     |
| 2020 | Giải thưởng Ngôi Sao Xanh | Nữ diễn viên phim chiếu mạng xuất sắc nhất     | Xóm sân si              | Đoạt giải |
| 2023 | Giải thưởng Ngôi Sao Xanh | Nữ diễn viên phim chiếu mạng xuất sắc nhất     | Thạch Sanh Lý Thanh     | Đề cử     |

### Chương trình truyền hình / Cuộc thi hài kịch
- Quán quân Cùng nhau tỏa sáng 2014 (cùng Nhóm Hahaha)
- Quán quân Cười xuyên Việt - Tiếu lâm hội 2016 (cùng Nhóm Buffalo)
- Huy chương Bạc Liên hoan Sân khấu kịch nói toàn quốc 2018

## Tai nạn
Khả Như gặp phải sự cố bỏng cấp độ 2 khi tập dợt tiết mục thổi lửa trong Liveshow của nghệ sĩ Kiều Minh Tuấn vào tháng 11 năm 2017. Nguyên nhân do cô lấy nhầm chai xăng thay vì dầu hỏa để tập thổi lửa. Do đó, mà lửa bùng lớn lên và táp vào mặt cô. Ngay lập tức, mọi người đã đưa cô vào bệnh viện Chợ Rẫy (Tp. HCM). Cụ thể Khả Như bị phồng hai bên má và cằm. Sau sự việc này cô còn phải ngừng đóng phim một thời gian dài.